# Friedrich Schulte-Mäter
Friedrich Schulte-Mäter (* 1858 in Plötz in Sachsen-Anhalt; † 4. Mai 1930 in Kötzschenbroda in Sachsen) war ein deutscher Bergingenieur und Generaldirektor der Bergwerksgesellschaft Frankenholz.

## Leben
Nach seinem Studium Bergbaukunde an der Bergakademie Freiberg in Sachsen und anschließenden Tätigkeiten im Bergbau übernahm Friedrich Schulte-Mäter am 19. Februar 1895 als Generaldirektor die Leitung der Bergwerksgesellschaft Frankenholz.
Als Vertreter des Unternehmens war er Vertrauensmann in der Knappschafts-Berufsgenossenschaft.
Von 1897 an war er Mitglied im Verein Deutscher Ingenieure (VDI).
1904 gründete er eine Beamten-Pensionskasse, nachdem die Grube Nordfeld stillgelegt worden war. Unter seiner Regie gelang es, die Zahl der Beschäftigten auf 2100 Personen zu steigern.
Nach den Bestimmungen des Versailler Vertrages wurde der französische Staat  1919 Eigentümer aller Saargruben.
Im Dezember 1921 ging Schulte-Mäter in den Ruhestand.

## Sonstiges
1897 war er Gründer der Sanitätskolonne Höchen.

## Ehrungen
Ehrenbürger der Gemeinde Höchen, wo der Schlussstein des Fördermaschinenhauses des Schachtes III Höchen mit einer Inschrift an ihn erinnert.